# Friedrich von Hügel
Le baron Friedrich von Hügel, né le 5 mai 1852 à Florence et mort le 27 janvier 1925, à Londres est un philosophe, exégète, théologien et écrivain catholique austro-anglais. Il est le précurseur du modernisme, de la renaissance réaliste de la philosophie, de l'étude théologique du sentiment religieux et il joue un rôle important dans l'histoire du catholicisme de son temps. 

## Biographie

### Famille
Friedrich Maria Aloys Franz Karl von Hügel, connu sous le nom de baron von Hügel, est le fils du diplomate autrichien Carl von Hügel et d'Elizabeth Farquharson, Écossaise convertie au catholicisme. Il naît à Florence en 1852, tandis que son père est ambassadeur au Grand-duché de Toscane. Il suit ses parents à Bruxelles où son père est nommé et reste en poste jusqu'en 1867, puis en Angleterre où la famille s'installe à Torquay. Il reçoit une éducation en dehors des milieux académiques par des précepteurs. Il hérite du titre de baron de son père en 1870 et passe le reste de sa vie dans ce pays, dont il prendra la nationalité quand éclate la Première Guerre mondiale en 1914. En 1873, il y épouse Mary Catherine Herbert, fille de l'homme d'État anglais Sidney Herbert, baron Herbert of Lea, et de Elizabeth Herbert, personnalité influente, philanthrope et catholique ultramontaine. Le couple aura trois filles : Gertrude (1877-1915), Hildegarde (1879-1926) et Thekla (1886-1970) qui deviendra religieuse.

### Travaux
Friedrich von Hügel est atteint d'une forte surdité à la suite de la fièvre typhoïde contractée peu après la mort de son père, mais cela ne l'empêche pourtant pas de nouer de nombreuses amitiés dans des milieux très divers. Il développe un goût prononcé pour l’étude et, autodidacte, devient savant bibliste, linguiste parlant le français, l'allemand, l'italien et apprenant notamment l'hébreu. Il se fait remarquer par des travaux d'exégèse bien avant la crise moderniste et est souvent considéré comme un des chercheurs catholiques les plus influents de son époque avec John Henry Newman. Son champ d'érudition s'étend notamment à la relation du christianisme à l'histoire, l'œcuménisme, le mysticisme, la philosophie des religions, et se traduit pas le rejet de l'immanentisme. Ses premiers ouvrages seront publiés alors qu'il a déjà atteint l'âge de cinquante-six ans.
Profondément attaché à l'Église catholique tout en adoptant un point de vue tolérant, il gagne l'estime de différents penseurs de son temps. Dès 1891, il revendique une structure autonome pour chaque science et préconise la libre étude de la personnalité, du milieu culturel des auteurs sacrés sans subir de contrainte théologique, avec un esprit ouvert. Il mettra à l'œuvre ses principes pour l'étude de l'Hexateuque qu'il communique à un congrès catholique à Fribourg, en 1897. En tant que chercheur catholique, von Hügel s'est attaché à interpréter les relations entre les dogmes théologique et historique, celles entre le Christ et l'Humanité, entre le libre arbitre et le contrôle de l'Église ou encore entre le catholicisme romain et les raisonnements scientifiques. 
Son ouvrage le plus connu, The Mystical Element of Religion, datant de 1908, est consacré à la mystique Catherine de Gênes. Friedrich von Hügel y développe une philosophie critique, mais favorable, du mysticisme, bien qu'il avertisse ses lecteurs des dangers potentiels de celui-ci. Il combat l'idée d'anomalie psychologique que constituerait l'expérience mystique, insistant sur l'idée que la réalité divine peut être atteinte par ce type d'expérience qui doit trouver une écoute au sein et en dehors de l'Église.
Malgré le ressentiment causé par la Première Guerre mondiale, Von Hügel traduit également les travaux des philosophes allemands Ernst Troeltsch et Rudolf Christoph Eucken à l'intention du public anglophone. 

#### Trois éléments
La réflexion théologique de Hügel s'articule autour du concept de trois éléments. L'âme humaine, les mouvements de la civilisation occidentale et les phénomènes religieux eux-mêmes se caractérisent par ces trois éléments : l'élément historique/institutionnel, l'élément scientifique/intellectuelle et l'élément mystique/expérimental. Cette typologie permet, selon lui, de comprendre l'équilibre, la tension et la friction qui existent dans la pensée religieuse ainsi que dans la complexité de la réalité et de l'existence. L'élan mystique demeure bien, selon lui, un des trois éléments qui constitue, avec les deux autres la complexité de l'existence.
Bien que cette typologie s'écarte parfois vers le trinitarisme, il s'agit d'un paradigme structurel qui reste constamment au cœur de sa pensée théologique, malgré la disparité des différents éléments. Son ami George Tyrrell observait à ce sujet : « Toute vie, selon [von Hügel] consiste en une lutte patiente des inconciliables - une unification progressive d'éléments qui ne correspondront jamais parfaitement. ».

### Crise moderniste
Quand, au début du XXe siècle, éclate la crise moderniste, ses relations avec les figures du modernisme comme Alfred Loisy ou George Tyrrell le font classer parmi ceux qui sapent l'Église. Par sa correspondance et ses essais, il a exercé une profonde influence sur le modernisme et a défendu les méthodes modernes d'exégèse biblique. Von Hügel considère la vérité divine dans toutes les religions et refuse le prosélytisme, envisageant l'essence de la religion dans l'adoration de Dieu par l'individu. 
Il demeure pourtant fidèle à la papauté et sa correspondance témoigne de sa désapprobation à l'encontre de la révolte et de son rejet des théories modernistes sur la foi. Il estimait cependant que la façon de diriger l'Église souffrait d'un excès de centralisation, dont il espérait qu'elle se réforme grâce à une stimulante interaction entre la tête et les membres de l'institution. Il s'est ainsi trouvé au centre d'un groupe de chercheurs catholiques qui tentèrent de proposer à leur communion d'adopter le meilleur des nouvelles disciplines pour améliorer la présentation de leur foi au monde contemporain. Durant la crise moderniste, von Hügel tentera de négocier la voie de la modération, tout en restant fidèle aux principes de la rigueur et de l'indépendance intellectuelle.
Ainsi, quand les travaux de ses amis seront censurés en 1907 par l'encyclique Pascendi, von Hügel échappe lui à la mise à l'Index de ses travaux et de son influence en tant que penseur œcuménique reste entière.

## Honneurs
En 1914, il reçoit le titre honorifique de docteur en théologie de l'université de St Andrews — qui conserve ses archives — et  reçoit en 1920 le titre honorifique de docteur en théologie de l'université d'Oxford, devenant ainsi le premier catholique à se le voir conféré depuis la Réforme.

## Œuvre
- The Papal commission and the Pentateuch, éd. Longmans, Green, and co., 1906, en ligne sur archive.org
- The Mystical Element of Religion, as Studied in Saint Catherine of Genoa and Her Friends, éd J.M. Dent & sons, 1909; rééd. The Crossroad Publishing Company 1999, en ligne sur archive.org
- Eternal Life : A Study of Its Implications and Applications, éd. T. & T. Clark, 1912; rééd.éd. Dodo Press, 2007, en ligne sur archive.org
- The German Soul in Its Attitude Towards Ethics and Christianity the State and War, éd J.M. Dent & sons, 1916; rééd. Kessinger Publishing, 2007, en ligne sur archive.org
- Essays and Addresses on the Philosophy of Religion, 2 vol., éd J.M. Dent, 1921 et 1926; rééd. Kessinger Publishing, 2004 en ligne sur archive.org
- Christianity and the Supernatural
- Selected letters, 1896-1924, éd. E. P. Dutton, 1927, en ligne sur archive.org

### Posthume
- Letters from Baron Friedrich von Hügel to a niece, éd J.M. Dent & sons, 1929, en ligne sur archive.org
- The life of prayer, éd. E.P. Dutton, 1929, en ligne sur archive.org